# Gavin Smith
Gavin Smith (Guelph, 4 settembre 1968 – Houston, 14 gennaio 2019) è stato un giocatore di poker canadese.

## Biografia
Nato in Ontario, divenne professionista nel 1998, dopo aver lavorato come croupier. La sua prima vittoria è datata 1999, alle World Poker Finals. Il primo piazzamento a premi rilevante arrivò invece alle WSOP 2003: Smith chiuse al 13º posto nel  $2.500 Seven Card Stud Hi-Lo Split (evento poi vinto da John Juanda).
Il 23 maggio 2005 vinse una tappa del World Poker Tour: il $10.000 WPT No Limit Hold'em Championship di Las Vegas, che gli fruttò $1.128.278 di vincita. Si confermò alle WSOP 2005, centrando quattro piazzamenti a premi.
Dopo una serie di ITM nel corso degli anni, vinse un braccialetto alle WSOP 2010 nel $2.500 Limit/No Limit Hold'em.
Oltre ai due titoli WSOP e WPT, al luglio 2011 vantava 22 piazzamenti a premi WSOP e 11 al WPT.
Le sue vincite in tornei live superano i $5.570.382.
Gavin Smith è morto improvvisamente, a 50 anni, nel sonno. Nell'ultimo periodo si era allontanato dal poker per dedicare più tempo ai due figli.